# Gyancain Norbu
Pour les articles homonymes, voir Norbu.
Gyancain Norbu (tibétain : རྒྱལ་མཚན་ནོར་བུ་, Wylie : rgyal mtshan nor bu, pinyin tibétain : Jiānzàn Nuòbù, dialecte de Lhassa API : cɛntsʰɛ̃ noːpu) (né le 13 février 1990) a été désigné par le tirage au sort dans l'urne d'or, comme 11e panchen-lama, le 29 novembre 1995. Il a été confirmé et approuvé le 29 novembre 1995 par le Conseil d'État chinois comme onzième réincarnation du panchen-lama, le précédent étant Choekyi Gyaltsen. Il a reçu le titre d'Erdini Qoigyijabu. Sept mois plus tôt, le 14 mai, le quatorzième dalaï-lama avait nommé Gedhun Choekyi Nyima comme 11e panchen-lama. 
Gyancain Norbu est également vice-président de l'association bouddhiste de Chine et membre de la Conférence consultative politique du peuple chinois.

## Origines
Né le 13 février 1990 dans le Xian de Lhari dans la région autonome du Tibet, Gyancain Norbu doit son nom à sa grand-mère maternelle. Son père et sa mère sont tous les deux allés à l'école primaire et sont membres du Parti communiste chinois depuis 1977.

## Sélection controversée du11epanchen-lama
Les recherches de la réincarnation du 10e panchen-lama débutent en juin 1989. Sur la foi d'observations menées sur des lacs, de divinations et d'identifications d'objets ayant appartenu au 10e panchen-lama ainsi que d'une analyse exhaustive de l'expression de son visage et de signes de bon augure, on sélectionne les trois candidats les plus brillants.
Le 14 mai 1995, le 14e dalaï-lama nomme Gedhun Choekyi Nyima comme 11e réincarnation du panchen-lama. Cette nomination n'est pas reconnue par le gouvernement chinois, et Gedhun Choekyi Nyima disparait trois jours plus tard pour ne jamais être revu.
Le 29 novembre 1995, devant la statue de Sakyamuni au temple de Jokhang à Lhassa, le gouvernement chinois, se référant à la dynastie mandchoue des Qing, procéda au tirage au sort dans l'urne d'or pour choisir la réincarnation du 10e panchen-lama parmi trois jeunes candidats, dont est exclu Gedhun Choekyi Nyima, le candidat du dalaï-lama. C'est le nom de Gyancain Norbu qui est extrait de l'urne, lequel fut confirmé et approuvé par le Conseil d'État chinois.
Gyancain Norbu fut nommé Erdini Qoigyijabu, mot de la langue mongole qui signifie « précieux joyau » et correspond à un titre offert en 1713 par l'empereur mandchou, Kangxi, au 5e panchen-lama, Lobsang Yeshe. Pour le gouvernement tibétain en exil, il s'agit en fait d'un titre élogieux partagé par de nombreux lamas mongols.
Selon le gouvernement tibétain en exil, la désignation de Gyancain Norbu a été accompagnée de manifestations sporadiques à Lhassa, Shigatsé et Chamdo dans la région autonome du Tibet.
En avril 2018, le dalaï-lama a déclaré que Gedhun Choekyi Nyima, le panchen-lama qu'il avait reconnu, était bien vivant et recevait une éducation normale. Il espérait que le panchen-lama officiel étudiait bien, sous la conduite d'un bon enseignant, ajoutant qu'il y avait des exemples, dans la tradition bouddhiste tibétaine, de lamas ayant plus d'une réincarnation, à l'instar de Jamyang Khyentsé Wangpo, même si un seul peut détenir le siège. 
Cependant, Gedhun Choekyi Nyima n’est jamais réapparu depuis sa disparition en 1995.

## Formation
Depuis son accession au trône alors qu'il était un enfant, le panchen lama a passé la plupart de son temps à Pékin à étudier le bouddhisme.

## Nominations
En 2008, Gyaincain Norbu, alors âgé de 18 ans, devait être nommé membre du Comité permanent de l'Assemblée nationale populaire. Cependant, sa nomination ne se fit pas, officiellement parce qu'il n'avait pas encore 18 ans. Selon certains analystes, la décision est une punition de Norbu par le gouvernement de la RPC, insatisfait parce que le jeune homme serait insuffisamment agressif envers le dalaï-lama.
Le 3 février 2010, il est nommé à l'âge de 19 ans vice-président de l'association bouddhiste de Chine. Le même mois, il devint, à l'âge de 20 ans, le plus jeune membre du comité national de la conférence consultative politique du peuple chinois, assemblée qui est formée d'entrepreneurs, d'universitaires, de célébrités et de personnages importants de la vie religieuse et culturelle et exerce son influence sur les responsables gouvernementaux et les parlementaires.

## Déclarations et apparitions publiques
En 2006, il participe au 1er Forum mondial du bouddhisme hébergé par la Chine, qui, n'ayant pas invité le dalaï-lama considéré comme un séparatiste, a fait du panchen-lama de son choix la figure de proue du forum. Cependant, d'après Reuters, les délégués présents semblent l'éviter.
En mars 2008, il prononce une déclaration condamnant les actes des émeutiers de Lhassa s'en prenant à la vie et aux biens des gens comme contraires à l'esprit du bouddhisme et aux intérêts du pays.
En mai 2008, il visite une exposition sur le servage dans l'ancien Tibet et la vie après la révolution au Palais culturel des nationalités à Pékin. En mars de l'année suivante, il assiste à Pékin à la cérémonie de la journée d'émancipation des serfs au Tibet.
En mai 2010, il se rend sur les lieux du tremblement de terre de Yushu dans la province du Qinghai et y prie pour les victimes.
En juin 2010, il se rend au Tibet et prononce un discours à l'université du Tibet, où il visite la bibliothèque universitaire, l'institut de recherche informatique sur la langue tibétaine et la faculté des beaux-arts, puis à la faculté de médecine tibétaine traditionnelle à Lhassa. Ce même mois, il fait don de 50 000 yuan à la ville de Zhouqu (Zhugqu) (préfecture autonome tibétaine de Gannan dans le Gansu), frappée par des coulées de boue, et prie pour les habitants des diverses nationalités.
Le 4 septembre 2010, le ministre des affaires étrangères de Singapour, George Yo, devint le premier membre d'un gouvernement étranger à rencontrer officiellement Gyaincain Norbu, au monastère de Xihuang à Pékin.
En mai 2011, il participe au forum de Lhassa célébrant le 60e anniversaire de l'Accord en 17 points sur la libération pacifique du Tibet. 
Le 26 avril 2012, à Hong Kong, au troisième Forum mondial du bouddhisme, le 11e panchen-lama prononce un discours sur le dharma devant un auditoire d'un millier de moines. Selon Jiang Zhaoyong, un spécialiste pékinois des questions ethniques, ce séjour à Hong Kong a pour but de donner une stature internationale au panchen-lama.
Le 26 juillet 2012, le panchen-lama se rend à l'institut théologique bouddhiste du Tibet à Nyetang (en), un village du xian de Qüxü (Shushur), dépendant de la ville-préfecture de Lhassa. Il encourage les 150 étudiants – bouddhas vivants, moines – qui le fréquentent, à promouvoir le bouddhisme, à respecter les lois du pays et à servir celui-ci et sa population. Le lundi, il s'était rendu au temple de Jokhang à Lhassa pour un office de prières.
Le 24 août 2014, il se rend au lycée de Namling dans le xian de Namling (ville-préfecture de Shigatsé) pour s'informer sur les études et la vie dans cet établissement scolaire.
Le 10 mars 2015, il exprime son inquiétude que le bouddhisme au Tibet pourrait bientôt ne plus exister que de nom faute de moines. En juin, il est reçu par le président Xi Jinping. Celui-ci lui demande qu'il « s’engage de manière active dans l’intégration du bouddhisme tibétain dans la société socialiste, sur la base des principes bouddhistes d’égalité et de compassion pour tous les êtres ».
Du 25 juillet au 27 septembre 2017, le panchen-lama a visité plusieurs temples et célébré des rituels à Lhassa, Shigatsé et Qamdo. Il a donné sa bénédiction à des dizaines de milliers de fidèles.
Selon Tibetan Review, un projet de visite au Népal à Lumbini pour une conférence bouddhiste organisée par la Chine du 12 au 17 décembre 2024 de Gyancain Norbu, relance la controverse sur sa nomination par la Chine et la disparition de Gedhun Choekyi Nyima après sa nomination en 1995 par le dalaï-lama.

## Critiques
Frédéric Lenoir constate que les autorités chinoises ont pendant des années dénoncé la croyance en la réincarnation comme étant une superstition, ce qui n'empêcha pas qu'elles recherchèrent et désignèrent la véritable réincarnation du panchen lama. Une parodie de « sélection d'enfants » fut organisée. Le lauréat fut « intronisé en grande pompe panchen lama par le Parti communiste chinois ».
Selon Gilles van Grasdorff, Gyancain Norbu aurait un lien de parenté avec Raidi, membre du Comité régional du Parti communiste chinois depuis 1977 et qui était président du comité permanent de l'assemblée populaire de la Région autonome du Tibet à l'époque de la désignation de l'enfant. Sur les photos, on voit que l'un des trois  bâtonnets en ivoire correspondant aux trois candidats est plus grand que les deux autres. Lors de cette mascarade, le jeune Gyancain Norbu était déjà revêtu des habits de cérémonie d'intronisation derrière un rideau rouge.
Samten G. Karmay, ancien président de l'Association internationale des études tibétaines, indique à son propos : « C'est un pion de la propagande, il est utilisé par Pékin ».
Selon TibetInfoNet, les lamas enseignants qui entourent Gyaltsen Norbu sont liés au mouvement Dordjé Shugden.
Selon la tibétologue Anne-Marie Blondeau, les Tibétains considèrent ce panchen-lama comme un usurpateur et ne le reconnaissent pas. Tsewang Paljor considère que 90% des Tibétains n'accepte pas Gyancain Norbu comme étant le panchen-lama.